# 美國陸軍第28步兵師
第28步兵師，外號為Keystone，是美國陸軍國民警衛隊的部隊，同時是美國陸軍歷史最悠久的師級單位。這個師的某些旅可以追溯到富蘭克林的營，賓州協會（1747–1777）。這師於1879年正式成立，在美國加入第一次世界大戰後，於1917年改名為第28師。現在是賓州陸軍國民警衛隊，馬里蘭州陸軍國民警衛隊，俄亥俄州陸軍國民警衛隊和新澤西州陸軍國民警衛隊的一部分。

## 編組
- 師指揮本部營
- 第2步兵旅戰鬥小隊
  - 指揮本部連
  - 第1中隊，第104騎兵團
  - 第1營，第109步兵團
  - 第1營，第110步兵團
  - 第1營，第175步兵團
  - 第1營，第107野戰砲兵團
  - 旅工兵營
  - 第128旅支援營
- 第56史崔克旅戰鬥小隊
  - 指揮本部連
  - 第2中隊，第104騎兵團
  - 第1營，第111步兵團
  - 第1營，第112步兵團
  - 第2營，第112步兵團
  - 第1營，第108野戰砲兵團
  - 第103旅工兵營
  - 第328旅支援營
- 28遠征戰鬥航空旅
  - 指揮本部連
  - 第2營（一般支援），第104航空團
  - 第628航空支援營

附屬單位：
- 第55策略增強旅